# Babat Jerawat
Babat Jerawat is een bestuurslaag in het regentschap Soerabaja van de provincie Oost-Java, Indonesië. Babat Jerawat telt 21.673 inwoners (volkstelling 2010).